# 结婚证书 (电影)
《结婚证书》（英語：License to Wed）是一部2007年由肯·夸皮斯执导的爱情喜剧电影。其主演为罗宾·威廉斯、曼迪·穆尔与約翰·卡拉辛斯基。该部电影在2007年7月3日发行。电影的拍摄地点有牙买加、洛杉矶、墨西哥及温哥华。

## 剧情
欣蒂·琼斯（曼迪·穆尔饰）渴望与她梦中的男子在家族教堂结婚。尽管她找到了生命中的另一半班·墨菲（約翰·卡拉辛斯基饰），但她却得知教堂下个可供结婚的日期处于两年之后。幸运的是，当重新检查了计划书后，他们发现婚礼可以在三周以后举行。尽管欣蒂与本有法律上的结婚资格，但教堂的古怪神父法兰克（罗宾·威廉斯饰）却要求他们答应参与他缩短后的婚前课程（因为日期的缘故，牧師将之从三个月缩短为三星期），否则他就不为他们主持婚礼。现在，由于结婚的日期日益临近，欣蒂与本必须参加法兰克神父每一次稀奇古怪的课程，并要完成一系列为激怒对方而特别布置的家庭作业——这是为了让他们摆脱初恋的感觉并确保他们的结合有着可靠的基础。
让班沮丧的是，法兰克神父不允许他们进行婚前性行为。法兰克神父的小助手还趁两人不注意在他们的卧室中安装了窃听器。这样，法兰克和他的小助手便能对情侣间的所有对话了如指掌——除了法兰克不允许他的小助手听成人话题外。班发现了窃听装置，但却没有告诉欣蒂，他害怕欣蒂将装上窃听器的责任归罪于他。
在一段课程中，两人被安排照顾一对机器人双胞胎婴儿。它们最终让班变得歇斯底里，并打坏了其中之一。旁观者却误以为他杀死了一个真正的婴儿。
在预定结婚的一天前，欣蒂改变了她的主意，因为班没有准备好法兰克神父要求他们写的结婚誓言，以及班做的种种蠢事。欣蒂与家人一同去了原定的蜜月目的地牙買加度假，不料班和法兰克却尾随而至。最后，在两人尽释前嫌后，法兰克神父为他们就地举行了婚礼。

## 演员
- 罗宾·威廉斯 - 法兰克神父（Fr. Frank）
- 曼迪·穆尔 - 萨迪·琼斯（Sadie Jones）
- 約翰·卡拉辛斯基 - 本·墨菲（Ben Murphy）
- 埃里克·克里斯琴·奥尔森 - 卡莱尔（Carlisle）
- 克里斯蒂娜·泰勒 - 琳赛·琼斯（Lindsey Jones）
- 乔希·弗利特 - 唱诗班男孩（Choir Boy）
- 德雷·戴维斯 - 乔尔（Joel）
- 彼得·斯特劳斯 - 琼斯先生（Mr. Jones）
- 格雷丝·扎布里斯克 - 琼斯奶奶（Grandma Jones）
- 罗克珊·哈特 - 琼斯夫人（Mrs. Jones）
- 明迪·卡林 - 雪利（Shelly）
- 安杰拉·金西 - 珠宝店职员朱迪思（Judith）
- 雷切尔·哈里斯 - 雅尼娜（Janine）
- 布赖恩·鲍姆加特纳 - 吉姆（Jim）
- 杰斯·罗森塔尔（Jess Rosenthal） - 珠宝店职员
- 巴尔·阿尔门达雷斯（Val Almendarez） - 珠宝店顾客

## 外部連結
- （英文） 官方網站 （页面存档备份，存于）
- （英文） 互联网电影数据库（IMDb）上《结婚证书》的资料（英文）
- （英文） 爛番茄上《结婚证书》的資料（英文）